# Casa al carrer Agoders, 3 (Tàrrega)
Casa al carrer Agoders, 3 és una obra de Tàrrega (Urgell) protegida com a Bé Cultural d'Interès Local.

## Descripció
Edifici entre mitgeres de planta baixa, dos pisos i golfes amb una composició en dos eixos verticals. Tots els pisos estan delimitats visualment per línies d'imposta. A la planta baixa hi ha dues obertures rectangulars de grans dimensions: la de la dreta constitueix la porta d'accés a l'immoble, mentre que la de l'esquerra forma part d'un local d'ús comercial. A cadascun dels dos pisos superiors, a banda i banda de la façana, s'obre una obertura rectangular amb emmarcament de pedra que dona a un balcó individual sostingut per dues mènsules. Els quatre balcons presenten baranes de ferro forjat d'estil senzill, tot i que les del pis superior destaquen per tenir un acabament inferior amb volutes. Al mig dels dos balcons del primer pis destaca un medalló ovalat en pedra. Al nivell de les golfes hi ha dues finestres quadrades de petites dimensions i amb emmarcaments de pedra. Una cornisa remata la façana.
El parament de la planta baixa és fet a base de carreus regulars ben escairats i disposats en filades; la resta de la façana està arrebossada i pintada amb el mateix cromatisme.